# Weronika Jurjewna Miroschnitschenko
Weronika Jurjewna Miroschnitschenko (russisch Вероника Юрьевна Мирошниченко; englische Schreibweise Veronika Miroshnichenko; * 19. November 1997 in Moskau) ist eine russische Tennisspielerin.

## Karriere
Miroschnitschenko begann mit sechs Jahren das Tennisspielen und bevorzugt Hartplätze. Sie spielt vor allem bei Turnieren der ITF Women’s World Tennis Tour, wo sie bisher drei Titel im Einzel und sieben im Doppel gewinnen konnte.
Im September 2023 spielte sie ihr erstes Turnier auf der WTA Tour, als sie zusammen mit ihrer Partnerin Renata Zarazúa eine Wildcard für das Hauptfeld im Damendoppel der Guadalajara Open Akron 2023 erhielt. In der Qualifikation erreichte sie die zweite Runde, konnte sich aber nicht für das Hauptfeld qualifizieren.

### College Tennis
2018 bis 2023 spielte Miroschnitschenko für die Lions der Loyola Marymount University.

## Turniersiege

### Einzel
| Nr. | Datum             | Turnier | Kategorie   | Belag | Finalgegnerin!Ergebnis |                |
| --- | ----------------- | ------- | ----------- | ----- | ---------------------- | -------------- |
| 1.  | 11. Dezember 2016 | Kairo   | ITF $10.000 | Sand  | Inês Murta             | 6:2, 6:2       |
| 2.  | 18. Dezember 2016 | Kairo   | ITF $10.000 | Sand  | Victoria Muntean       | 1:6, 6:4, 7:65 |
| 3.  | 21. Mai 2023      | Pelham  | ITF W60     | Sand  | Renata Zarazúa         | 7:65, 6:2      |

### Doppel
| Nr. | Datum              | Turnier             | Kategorie   | Belag     | Partnerin        | Finalgegnerinnen                                | Ergebnis          |
| --- | ------------------ | ------------------- | ----------- | --------- | ---------------- | ----------------------------------------------- | ----------------- |
| 1.  | 3. Oktober 2015    | Scharm asch-Schaich | ITF $10.000 | Hartplatz | Warwara Flink    | Jaqueline Cabajawad Martina Přádová             | 6:3, 6:4          |
| 2.  | 16. Juli 2016      | Prokuplje           | ITF $10.000 | Sand      | Walerija Selewa  | Hülya Esen Lütfiye Esen                         | 7:5, 6:1          |
| 3.  | 4. Juni 2022       | Rancho Santa Fe     | ITF W15     | Hartplatz | Marija Kosyrewa  | Solymar Colling Claudia De Las Heras Armenteras | 6:1, 6:3          |
| 4.  | 30. Juli 2022      | Dallas              | ITF W25     | Hartplatz | Marija Kosyrewa  | Jessie Aney Jessica Failla                      | 6:4, 6:77, [10:5] |
| 5.  | 24. September 2022 | Lubbock             | ITF W15     | Hartplatz | Katarina Kozarov | Hsu Chieh-yu Marija Kononowa                    | 6:1, 4:6, [11:9]  |
| 6.  | 22. Juli 2023      | Evansville          | ITF W60     | Hartplatz | Marija Kononowa  | Mccartney Kessler Julija Starodubzewa           | 6:3, 2:6, [10:8]  |
| 7.  | 2. Dezember 2023   | Veracruz            | ITF W40     | Hartplatz | Dalayna Hewitt   | Victoria Hu Melany Solange Krywoj               | 2:6, 6:3, [10:8]  |

## Persönliches
Miroschnitschenko wurde in Moskau als Kind ukrainischer Eltern geboren, wuchs jedoch in Saporischschja in der Ukraine auf, bevor sie in die USA auswanderte. Aufgrund ihrer Geburt besitzt sie einen russischen Pass und war gezwungen, das Land zu vertreten. Sie identifiziert sich jedoch als Ukrainerin und möchte ihre Staatsbürgerschaft ändern. Sie ist die Tochter von Olga Miroshnichenko und Sergey Kuznetsov und hat zwei Schwestern Ulyana und Varvara.